# كأس الإنتركونتيننتال 1994
كأس الإنتركونتيننتال 1994 جمعت نسخة عام 1994 في بطولة كأس الإنتركونتيننتال بطل دوري أبطال أوروبا لموسم 1993-94 نادي إيه سي ميلان الإيطالي مع بطل كأس ليبرتادوريس سنة 1994 نادي فيليز سارسفيلد الأرجنتيني على الملعب الأولمبي الوطني في العاصمة اليابانية طوكيو ، وحقق فيليز سارسفيلد البطولة بعد الفوز بنتيجة 2-0 .

## التفاصيل
| ميلان               | 0–2 | فيليز سارسفيلد                                               |
| ------------------- | --- | ------------------------------------------------------------ |
| المدرب فابيو كابيلو |     | ربرتو تروتا 50'(ر.ج) · عمر أسعد 57' · المدرب · كارلوس بيانكي |